# Dragerup Skov
Dragerup Skov er en privat skov der ligger 4 km øst for Holbæk og tilhører Eriksholm Gods. Skoven ligger mod øst ud til Isefjordens Inderbredning. Mod nord støder skoven op mod Holbæk Golfklubs baner. Syd for skoven ligger et andet skovområde, Erikholmskoven. Skoven består af blandet nåle- og løvtræ og har et areal på ca. 135 ha.
Skoven bærer præg af at have været tidligt beboet med en række fortidsminder. Desuden findes flere tegn på militær tilstedeværelse i skoven. Søminestationen eller rettere Torpedostationen ligger ud mod Inderbredningen og inde i skoven findes en lang række militære depotbygninger.

## Geologi og skovens historie
Efter sidste istid lå Holbæk fjordområde tilbage som et dalstrøg. Det lave lune kystvand har været rig på østers og muslinger, hvorfor der er fundet en række "køkkenmøddinger" især i skrænterne langs kysten.Spor fra en tidlig befolkning i skoven findes med ca. 25 gravhøje primært fra ældre bronzealder

## Dyre- og planteliv
Skoven drives nu med intensiv skovdrift i frodig muldjord. Langs kysten findes der fredet naturskovspræget kystskov og her findes kalkelskende vækster som blå anemoner og orkideer. Skovbrynet er et af landets mest artsrige.

## Militær anvendelse
Den militære aktivitet i skoven begyndte i slutningen af 1800-tallet.I 1883 blev den første bygning til en flådestation bygget, Torpedostationen ved Bramsnæsvig. Formålet var, at have et sted til at afprøve torpedoer ved afskydning op igennem Isefjorden mod Orø. Stedet fungerede som sådan frem til 2. verdenskrig. Herefter har stedet været brugt som nødkaserne. I skoven findes en række depotbygninger og nogle af disse blev bygget under den kolde krig med det formål, at kunne opbevare atomare granater og andre militære forsyninger. 